# Bihar al-Anwar
Bihar al-Anwar (en árabe: بحار الانوار, “Océanos de luces”) es una compilación de hadices chiitas del erudito y sabio Muhammad Baqir Maylisi, también conocido como Alamé al-Maylisi. Contiene diversos temas históricos y comentarios de versos coránicos y fue compilado entre 1106 (1694 d. C.) y 1110 de la Hégira (1698 d. C.).

## Nombre de la obra
El nombre completo es Biḥār al-ʾAnwār al-Jāmiʿah li-Durar ʾAkhbār al-ʾAʾimmah al-Aṭhār (en árabe: بحار الانوار الجامعة لدرر الاخبار الائمة الاطهار), que en español se traduce a “Océanos de luces: colección de las perlas de las noticias de los Imames purificados”.

## Autor
Mulá Muhammad Baqer bin Mohammad Taqi Maylisi (en persa: ملا محمد باقر بن محمد تقی مجلسی) nació en el año 1037 de la Hégira (1627 d. C.) en Isfahán. Es reconocido como uno de los mayores muhaddiz del islam chiita y su libro Bihar al-Anwar es una de las más importantes fuentes de narraciones imamíes junto a los Cuatro Libros.

## Proceso de creación
Al-Maylesi solía elegir un título para cada uno de los volúmenes en la primera etapa. Después, abría capítulos para cada título y enumeraba los versos y narraciones directamente relacionados con él debajo de cada capítulo, o con la ayuda de evidencia apropiada para el tema. Posteriormente, en los lugares de conflicto lógico, contrastaba con los dichos de los comentaristas, que se citan con frecuencia en la colección. En la segunda etapa, incluyó debajo los hadices relacionados con el mismo título y mencionó brevemente las evidencias de las narraciones. En algunos casos transmitió algunos párrafos del hadiz y transmitir el hadiz completo en el capítulo apropiado, a veces refiriéndose a la fuente del hadiz en al-Bihar.